# 1997년 아시아 금융 위기

1997년 아시아 금융 위기 국가

(영어) 주요 아시아 금융 위기 국가들의 1995-2000 1인당 GDP 성장률

아시아 금융 위기(한국 한자: - 金融危機, 영어: 1997 Asian financial crisis)는 동남아시아와 동아시아 지역에서 1997년 7월부터 시작되어 세계 경제에 불안을 야기한 일련의 금융 위기 사태를 뜻한다. 아시아 금융 위기는 세계 금융 위기로 전개되지 않고 1998년과 1999년을 지나며 진화되었다. 1997년 7월 2일 미 달러화에 대한 태국의 밧 태환 포기가 국제적인 금융 위기를 촉발했다. 대한민국, 인도네시아와 태국이 가장 큰 영향을 받았으며, 홍콩, 라오스, 말레이시아와 필리핀 또한 경기 침체를 겪었다.
말레이시아 총리 마하티르 빈 모하맛가 1997년 동남아시아 각국의 통화가치 하락으로 이 지역에서 약 2,000억 달러의 손실이 발생했다고 밝혔다.

## 영향을 받은 국가들

### 말레이시아
말레이시아 총리 마하티르 빈 모하맛은 외환위기를 투기자본에 의한 일시적 시장교란으로 보고 IMF의 권고사항을 과감하게 거부했다. 대신 자국에 들어와 있는 외환유출을 통제하고 외국에 나가 있는 자국통화를 회수하면서 고정환율제를 채택하는 등 경제전문가들이 모두 비웃는 대책을 세웠다. 마하티르 총리가 독자노선을 결정하자 국제금융시장은 "말레이시아는 끝났다"고 평가했다. 그러나 1년의 세월이 흐른 1999년 9월 IMF가 "말레이시아의 위기극복 프로그램은 매우 효율적인 정책이었다"는 보고서를 발표, 평가는 일단락됐다. 무디스나 S&P같은 신용평가기관들은 말레이시아의 국가신용등급을 "IMF 정책을 잘 따르는" 한국과 같은 수준으로 가져 갔다.

### 대한민국
1997년 한보철강이 5조 원의 경비가 드는 제철소를 4조 원의 빚으로 건설하려다 부도를 일으켰다. 이를 필두로 기아그룹, 한신공영 등 대기업들이 연쇄부도를 일으켰다. 급기야 같은 해 12월에는 환율이 1달러 당 2천원으로 폭등하여 대한민국의 국가 파산을 불러일으켰다. 이를 계기로 정치권에 뇌물을 바치고 정치권이 은행대출을 주선하는 이른바 정경유착·관치금융에 대한 문제점이 대두되었다.
국가경제가 파산에 이르자 당시 대통령이었던 김영삼은 국제통화기금에 구제금융을 신청, 1997년 12월 3일부터 IMF체제가 시작되었다. 구조조정의 여파로 실업자와 문을 닫은 공장이 속출했고 다음해인 1998년에는 대량실업사태가 벌어졌다. 이후 대한민국은 IMF에서 구제금융을 받은지 3년 8개월이 지난 2001년 8월 23일, 1억 4천만 달러를 상환함으로써 IMF 체제에서 벗어나게 되었으나 경제 불황은 지속되었고 2002년부터 2006년까지는 카드대란을 겪는 등 사회적인 문제가 발생 하게 되었다.

### 인도네시아

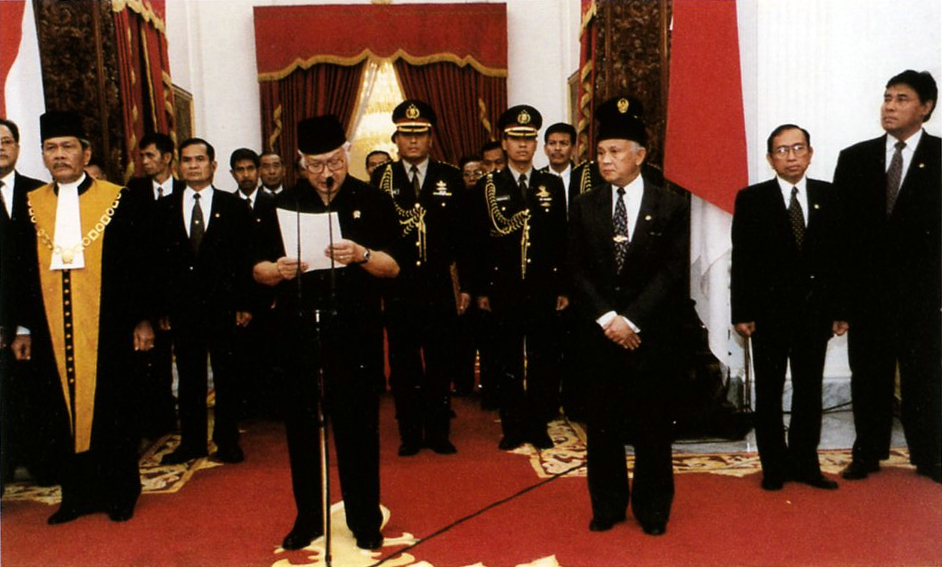
수하르토의 몰락 : 1998년 5월 21일 사임하는 수하르토 대통령의 모습.

1997년 6월, 인도네시아의 상황은 태국과 달리 낮은 인플레이션과 9억 달러가 넘는 경상수지 흑자, 200억 달러가 넘는 외환보유고와 은행분야의 선방을 보이며 위기와는 거리가 멀어보였다. 하지만 사실 인도네시아의 수 많은 회사들이 미국 달러를 빌리고 있었다. 1997년부터 인도네시아 루피아가 달러에 비해 강세를 띄면서 달러를 빌린 회사들에게 부채의 부담을 줄여주는 효과를 주었다.
1997년 7월, 태국이 태국 밧의 고정환율을 폐지하자 인도네시아의 재정부는 루피아의 변동 제한폭을 8%에서 12%로 확대시켰다. 1997년 8월 루피아는 갑작스러운 공격을 받았다. 1997년 8월 14일 당국에 의해 루피아의 변동 제한폭이 사라지자 루피아의 가치는 크게 떨어졌다. IMF는 230 달러 규모의 긴급구제금융 방안을 가져왔으나 루피아는 회사들의 부채와 루피아의 대량 매도, 달러에 대한 수요 폭증으로 급락을 지속했다. 같은 해 9월, 루피아와 자카르타 증권거래소의 지수는 역사적인 최저점을 찍었다. 무디스는 결과적으로 인도네시아의 장기채권을 "정크 본드"로 평가절하했다.
그 해 인도네시아는 GDP 전체의 13.5%를 상실했다.

### 태국
1985년부터 1996년까지 태국의 경제는 매년 평균적으로 9%씩 성장했는데 이는 당시 그 어떤 나라들보다도 높았으며, 인플레이션은 3.4에서 5.7%의 낮은 수준으로 안정적으로 유지되고 있었다. 바트화는 당시 25바트가 1달러로 고정되어 있었다.
1997년 5월 14일과 15일, 태국 밧은 대규모 투기 공격을 받았다. 1997년 6월 30일, 당시 태국의 장관 차왈릿 용차이윳은 태국 밧을 평가절하하지 않겠다고 말했다. 하지만 태국은 태국 밧-달러의 고정환율제를 유지할 외환보유금이 부족했고, 태국 정부는 결과적으로 태국 밧의 가치 변동을 강제하고, 1997년 7월 2일에는 태국 밧의 가치가 외환시장에 의해 결정되도록 허용했다. 이는 결과적으로 연쇄적으로 여러 사건들의 핵심 연결고리가 되어 지역적 금융위기로 치닫는 원인이 되었다.
금융, 부동산과 건설 분야에서 대량 해고가 진행되어 태국의 고성장은 중단되었고, 이는 수 많은 노동자들이 지방의 고향으로 돌아가고 60만명의 외국인 노동자들이 본국으로 돌아가게 되는 결과를 초래했다. 태국 밧은 급격하게 평가절하되고 50% 이상의 가치를 잃었다. 1998년 1월 태국 밧은 56밧이 1달러로 환율의 최고점을 찍었다. 태국 주식 시장은 75% 하락했다. 금융면에서는 당시까지 태국의 최대의 금융 회사였던 "Finance One"이 도산했다.
1997년 8월 11일, IMF는 태국에 대한 170억 달러 규모의 금융지원 방안을 공개했는데, 이는 파산절차 관련법(재조직과 구조재편)의 통과와 은행 및 금융기관들에 대한 강력한 규제체제의 신설을 포함했다. 1997년 8월 20일, IMF는 태국에 대한 29억 달러 규모의 또다른 긴급구제 지원 패키지를 승인했다.
경제 위기로 인하여 근로자의 채용과 임금, 복지가 모두 줄면서 결과적으로 빈곤율과 빈부격차가 증가했다.
1997년 아시아 금융 위기 이후 태국에서 가장 가난한 북동부 지방의 수입은 1998년부터 2006년까지 46% 증가했다. 전국적인 빈곤율은 21.3%에서 11.3%로 감소했다. 금융위기로 1996년부터 2000년까지 계속 상승했던 태국의 지니계수는 2000년 .525에서 2004년 .499로 낮아졌다.

## 같이 보기
- 1997년 외환 위기
- 금모으기 운동
- 국제 통화 기구
- 1998년 러시아 금융 위기

## 참고
- 북상하는 아시아 금융위기 세계경제 위협LG경제연구원 심재웅, 1997.11.26 (회원가입 필요)